# The Box (film, 2009)
Pour les articles homonymes, voir The Box et La Boîte.
Pour plus de détails, voir Fiche technique et Distribution.
The Box, également intitulé La Boîte au Québec, est un thriller américain, à tonalité fantastique, réalisé par Richard Kelly, sorti en 2009.
L'histoire est basée sur la nouvelle Le Jeu du bouton (Button, Button) de Richard Matheson, traduite pour la première fois en français sous le titre Appuyez sur le bouton. La nouvelle avait déjà été adaptée en 1986 sous la forme d'un épisode de La Cinquième Dimension intitulé Appuyez sur le bouton (Button, Button).

## Synopsis
En 1976, les Lewis vivent au-dessus de leurs moyens dans un quartier pavillonnaire de Richmond, en Virginie. Un matin à l’aube, ils reçoivent un paquet contenant une boîte noire surmontée d’un bouton-poussoir rouge et l’annonce de la venue d’un dénommé Arlington Steward, défiguré par une grave brûlure de la joue gauche.
La journée se passe et la vie et les tourments du couple sont dévoilés. Norma enseigne la littérature dans l'établissement où son fils est élève, mais elle subit la curiosité morbide d’un élève pour sa claudication. Travaillant à la NASA, Arthur est ingénieur pour le programme Viking d’exploration de Mars. Le jour où le paquet arrive, ils apprennent par ailleurs l’échec de leurs espoirs professionnels et financiers.
La mystérieuse proposition d’Arlington Steward va hanter les heures suivantes. S’ils appuient sur le bouton, une personne qu’ils ne connaissent pas mourra mais ils recevront un million de dollars. S’ils n’appuient pas, le bouton sera reprogrammé et la proposition faite à une personne qui ne les connaîtra pas.
Préoccupés par leurs faiblesses personnelles, leurs difficultés financières communes et la préparation du mariage de la sœur de Norma, ils hésitent sur la nature de l’offre : mauvaise blague, véritable meurtre commandé à distance, tentation de l’argent.
Finalement, Norma se laisse tenter, et sur un coup de tête appuie sur le bouton. Une fois l'action faite, ils découvrent qu’Arlington Steward a de nombreux « employés » et prennent conscience que plusieurs personnes de leur entourage saignent fréquemment du nez. Ils ont aussi peur que le même marché ait été fait à une autre famille avant eux ; que cette famille avait aussi appuyé sur le boîtier ; que cela ait pour conséquence la mort prochaine (l'assassinat ?) de leur fils.

## Fiche technique[2]
- Titre original : The Box
- Titre québécois : La Boîte
- Réalisation : Richard Kelly
- Scénario : Richard Kelly, adapté de l'histoire courte Button, Button de Richard Matheson
- Direction artistique : Priscilla Elliott
- Musique : Win Butler, Régine Chassagne et Owen Pallett
- Décors : Alec Hammond
- Costumes : April Ferry
- Photographie : Steven Poster
- Son :
- Montage : Sam Bauer
- Production : Richard Kelly, Dan Lin, Kelly McKittrick et Sean McKittrick
  - Production déléguée : Sue Baden-Powell, Terry Dougas, Ted Field et Ted Hamm
- Société de production : Darko Entertainment, Lin Pictures et Radar Pictures
- Distribution :
  -  États-Unis : Warner Bros.
  -  France : Wild Bunch Distribution
- Budget : 30 millions de $US[3].
- Pays :  États-Unis
- Langue originale : anglais
- Format : Couleur - 2,40:1
- Genre : thriller
- Durée : 115 minutes
- Dates de sortie[4] :
  -  Australie : 29 octobre 2009
  -  Belgique,  France : 4 novembre 2009
  -  Suisse romande : 4 novembre 2009[5]
  -  États-Unis : 6 novembre 2009

## Distribution
- Cameron Diaz (VF : Barbara Tissier, VQ : Camille Cyr-Desmarais) : Norma Lewis
- James Marsden (VF : Damien Boisseau, VQ : Alexis Lefebvre) : Arthur Lewis, son mari
- Frank Langella : (VF : Féodor Atkine, VQ : Vincent Davy) : Arlington Steward, l'homme défiguré
- James Rebhorn (VQ : Jean-Luc Montminy) : Norm Cahill, un des supérieurs d'Arthur à la NASA
- Sam Oz Stone (VQ : Samuel Jacques) : Walter Lewis, leur fils
- Gillian Jacobs (VQ : Catherine Proulx-Lemay) : Dana Steward, la babysitter de Walter
- John Magaro : Charles, un élève de Norma
- Holmes Osborne (VQ : Marc Bellier) : Dick Burns
- Celia Weston (VQ : Madeleine Arsenault) : Lana Burns
- Andrew Levitas : Black Op
- Jenna Lamia : Diane Carnes